# Władysław Czapliński (historyk)
Władysław Eugeniusz Czapliński (ur. 3 października 1905 w Tuchowie, zm. 17 sierpnia 1981 we Wrocławiu) – polski historyk, profesor Uniwersytetu Wrocławskiego.

## Życiorys
Urodził się w rodzinie Józefa, prawnika, sędziego, i Janiny z domu Kalisz. Ukończył w 1923 II Gimnazjum Państwowe im. Hetmana Jana Tarnowskiego i zdał maturę (na ocenę celującą). W latach 1923–1927 studiował historię i historię literatury na Uniwersytecie Jagiellońskim, m.in. pod kierunkiem Ignacego Chrzanowskiego i Wacława Sobieskiego. Pod opieką Władysława Konopczyńskiego przygotował pracę doktorską Opozycja wielkopolska po krwawym potopie (1660–1668), którą obronił na UJ w 1927. Po studiach powrócił do II Gimnazjum w Tarnowie jako nauczyciel (1927–1929); przez kilka kolejnych lat prowadził badania archiwalne w Berlinie, Wiedniu i Paryżu, odwiedzał również w celach naukowych kraje skandynawskie. Od 1931 był profesorem kilku gimnazjów krakowskich (V, VI i III gimnazjum), a od 1937 – profesorem historii w Państwowym Pedagogium w Krakowie. 20 kwietnia 1939 na podstawie rozprawy Władysław IV wobec wojny trzydziestoletniej uzyskał habilitację jako docent historii Polski nowożytnej na Wydziale Filozoficznym UJ.
W czasie okupacji hitlerowskiej uczestniczył w tajnym nauczaniu na poziomie gimnazjalnym i akademickim, pracując oficjalnie jako urzędnik w przedsiębiorstwie Solvay.
W początkowych latach po wojnie powrócił do pracy nauczyciela gimnazjalnego w Krakowie, wykładał także na UJ stosunki polsko-niemieckie w XX wieku oraz zagadnienie sprawy polskiej w latach I wojny światowej; w 1946 przeniósł się do Wrocławia, gdzie został profesorem nadzwyczajnym na Uniwersytecie. Kierował Katedrą Historii Nowożytnej (1946–1952), Katedrą Historii Powszechnej (1952–1957), Katedrą Historii Polski i Powszechnej XVI–XVIII Wieku (1957–1969), od 1956 był profesorem zwyczajnym. Wykładał nowożytną historię Danii i Szwecji, stosunki polsko-skandynawskie w XVII wieku, dzieje parlamentaryzmu polskiego XVI–XVII wieku. Przeszedł na emeryturę w 1975.
W 1950 został członkiem korespondentem PAU. Należał ponadto do Wrocławskiego Towarzystwa Naukowego (1966–1974 wiceprezes), Międzynarodowej Komisji do Historii Mórz Północnych Europy (przewodniczący), Królewskiej Akademii Nauk w Kopenhadze, Towarzystwa Naukowego w Toruniu.
Był pionierem szerokich badań polskich nad historią Danii. Analizował rolę magnaterii i szlachty w czasie wojen polsko-szwedzkich w XVII wieku. Wiele uwagi poświęcił czasom Władysława IV: rozbudowie floty polskiej, działalności Senatu, przyczynom wybuchu powstania Chmielnickiego. Zajmował się stosunkami Polski ze Śląskiem w pierwszych latach wojny trzydziestoletniej. Zainicjował serię dużych monografii historycznych państw i narodów. Przygotował do wydania m.in. Akta do dziejów Polski na morzu (1951–1959, 2 części), Pamiętnik Jerzego Ossolińskiego (1952), Pamiętniki Jana Chryzostoma Paska (1952).
Otrzymał nagrodę naukową miasta Wrocławia (1965). Z okazji jubileuszów 60- i 70-lecia urodzin dedykowano mu tomy studiów O naprawę Rzeczypospolitej XVII–XVIII wieku (1965) i O Rzeczypospolitej szlacheckiej XVI–XVII w. (1975). 20 kwietnia 1978 Uniwersytet Gdański nadał mu tytuł doktora honoris causa.
Od grudnia 1939 był mężem Zofii z Chrzanowskich (1902–1981). Ich syn Marek jest profesorem historii.

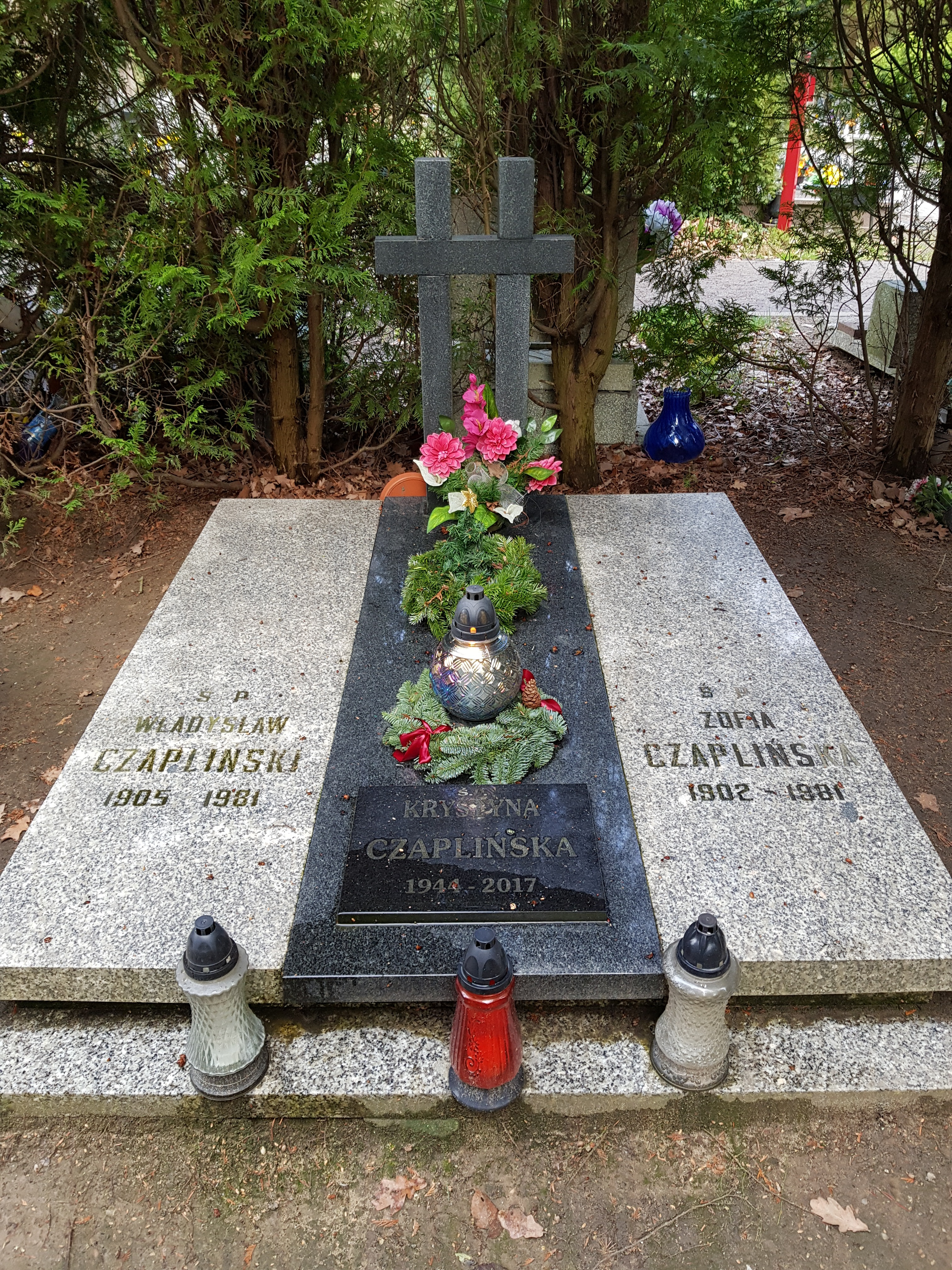
Grób prof. Władysława Czaplińskiego na cmentarzu Grabiszyńskim we Wrocławiu

Zmarł we Wrocławiu, pochowany 21 sierpnia 1981 na cmentarzu Grabiszyńskim (pole 13-2-907).

## Publikacje
Ogłosił łącznie ponad 350 prac, m.in.:
- Polacy z Czarnieckim w Danii, 1658–59 (1937)
- Władysław IV wobec wojny 30-letniej (1937)
- Pierwszy pobyt Jerzego Lubomirskiego na Śląsku (1946)
- Polska a Prusy i Brandenburgia za Władysława IV (1947)
- Wpływ reformacji i kontrreformacji na stosunki narodowościowe na Śląsku (1949)
- Polska a Bałtyk w latach 1632–1648 (1952)
- Ruchy ludowe w 1651 roku (1953)
- Dwa sejmy w roku 1652 roku (1955)
- Ideologie polityczne „Satyr” Krzysztofa Opalińskiego (1956)
- Na dworze króla Władysława IV (1959)
- Historia Danii (1965, z Karolem Górskim)
- Władysław IV i jego czasy (1972)
- Życie codzienne magnaterii polskiej w XVII wieku (1976, z Józefem Długoszem)
- Historia Niemiec (1981, z Adamem Galosem i Wacławem Kortą)

## Odznaczenia
- Złoty Krzyż Zasługi (1951)[5]
- Medal im. Mikołaja Kopernika PAN (1972)
- Złota Odznaka Uniwersytetu Wrocławskiego (1966)